# Canduela
Canduela ist ein spanischer Ort in der Provinz Palencia der Autonomen Gemeinschaft Kastilien und León. Die im 19. Jahrhundert selbständige Gemeinde gehörte lange Zeit zu Villanueva de Henares. Canduela wurde mit diesem Ort in den 1970er Jahren zu Aguilar de Campoo eingemeindet. Canduela befindet sich acht Kilometer nordöstlich vom Hauptort der Gemeinde.

## Sehenswürdigkeiten

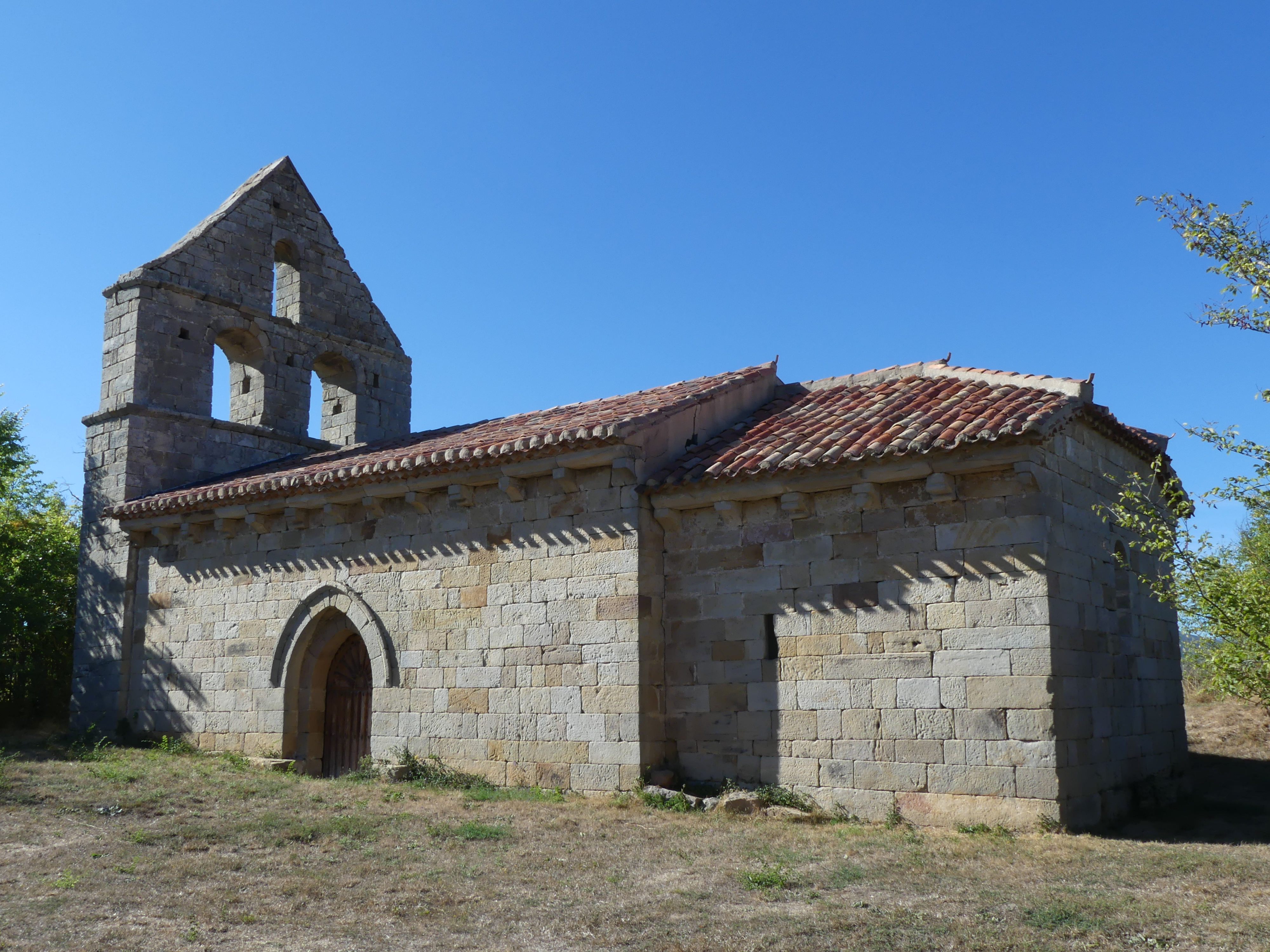
Ermita de Santa María

- Pfarrkirche San Andrían, erbaut im 16. Jahrhundert
- Ermita de Santa María
- Casa de los Postas
- Turm La Torrona

Der Ort wurde 1983 zum Conjunto histórico-artístico erklärt.